# Exallonyx confusus
Exallonyx confusus is een vliesvleugelig insect uit de familie van de Proctotrupidae. De wetenschappelijke naam van de soort is voor het eerst geldig gepubliceerd in 1938 door Nixon.